# Adriaan Geuze

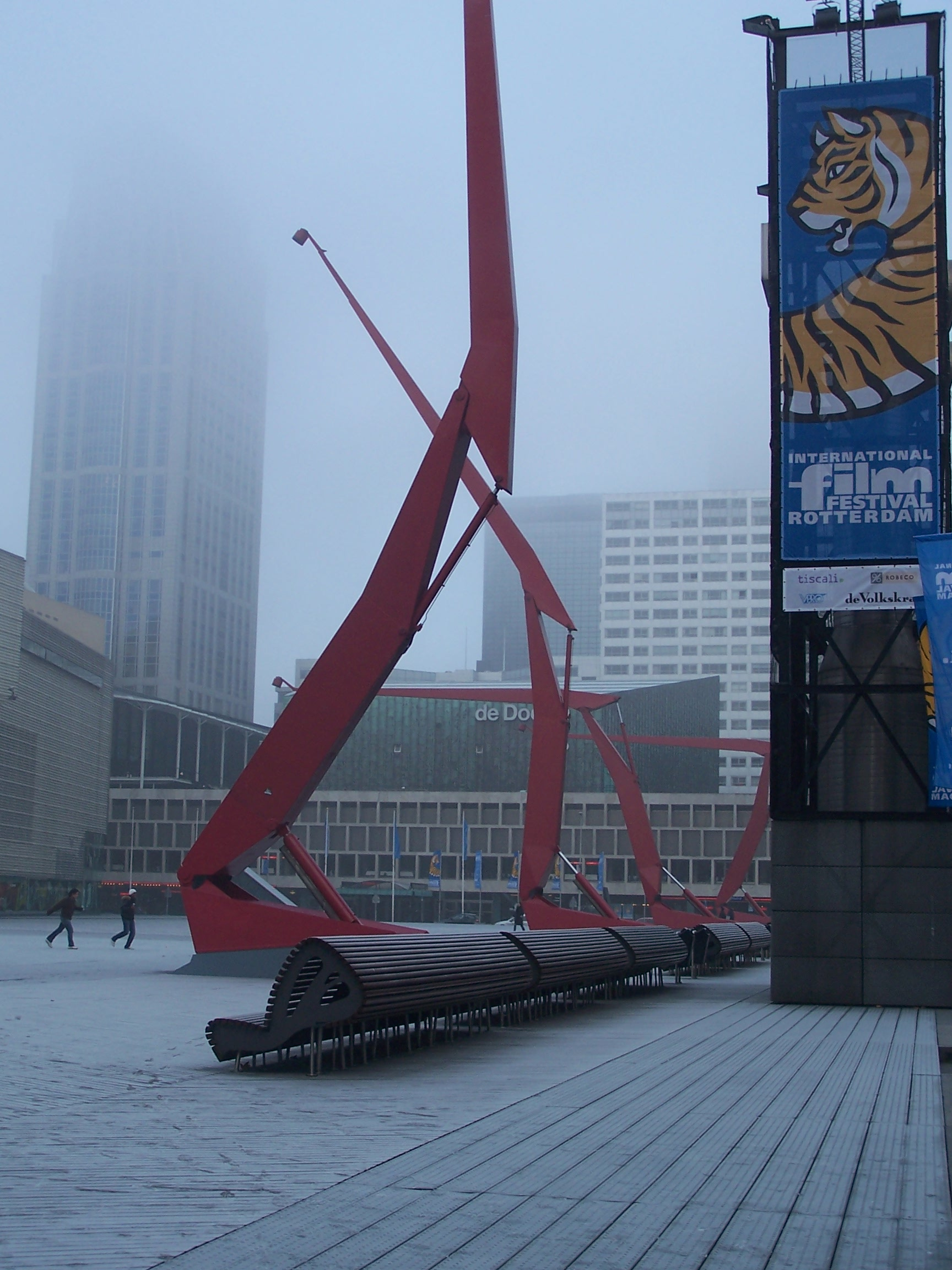
Schouwburgplein, Rotterdam

Adriaan Geuze (* 28. Oktober 1960 in Dordrecht) ist ein niederländischer Landschaftsarchitekt und war bis 2007 Gastprofessor an der Harvard University. 1987 gründete er zusammen mit Paul van Beek das Architekturbüro West 8 Urban Design & Landscape Architecture.

## Werk
West 8 entwarf unter anderem ein radikales Konzept für die Bepflanzung um den Flughafen Schiphol und eine auffällige „Muschellandschaft“ am Fuß des Oosterschelde-Sturmflutwehrs. Auch war das Büro verantwortlich für die Wiederherstellung der Rotterdamer Schouwburgplein in den 90er Jahren. Im Dezember 2007 gewann es den prestigeträchtigen Architekturwettbewerb für einen neuen Park auf Governors Island in New York.

## Auszeichnungen (Auswahl)
- 2012 Yongsan Park Masterplan, Seoul, Korea (erster Preis)
- 2011 Sagrera Linear Park Masterplan, Barcelona, Spanien (erster Preis)
- 2011 Taichung Gateway Park, Taichung, Taiwan (dritter Preis)
- 2007 Governors Island Park and Public Space Masterplan, New York, Vereinigte Staaten (erster Preis)
- 2006 Toronto Waterfront Revitalization, Toronto, Kanada (erster Preis)
- 2006 Parque Lineal de Manzanares, Madrid, Spanien mit Ginés Garrido [Team Director] Burgos & Garrido, Porras Lacasta, Rubio & Álvarez-Sala (erster Preis)
- 2006 Wohnen in Jensfeld, Hamburg, Deutschland (erster Preis)
- 2005 Jubilee Gardens, London, Vereinigtes Königreich (erster Preis)
- 2003 Central Park Amsterdam North, Amsterdam (erster Preis)
- 2001 Nassaukade, headquarters and residential development, Rotterdam, Niederlande (erster Preis)
- 2001 Kings Crescent urban planning, London, UK (erster Preis)
- 2001 Business Park and new terminal, Maastricht Aachen Airport, Niederlande (erster Preis)
- 1999 Residential area 450 dwellings Hoogveld, Heerlen, Niederlande (erster Preis)
- 1998 Seregno Headquarters and public space co-ordination with Dominique Perrault, Italien (erster Preis)
- 1997 Traverse and extension to Zoological Park Emmen Zoo, Niederlande (erster Preis)
- 1997 Central Park, Leidsche Rijn, Niederlande (erster Preis)
- 1997 Redesign of the Waterfront of Thessaloniki, Griechenland (erster Preis)
- 1996 AEGON square, Den Haag, Niederlande (erster Preis, Realisierung 2001)
- 1995 Interpolis headquarters garden, Tilburg, Niederlande (erster Preis, Realisierung 1998)
- 1995 Human Rights Building United Nations, with O.M.A., Genf, Schweiz (erster Preis)
- 1994 Diemerzeedijk, residential area for 30.000 new inhabitants, Amsterdam, Niederlande (erster Preis und Preis der Jury)

## Projekte (Auswahl)
- Governor’s Island, New York
- Playa de Palma, Mallorca
- Urban Waterfront Revitalization, Toronto, Kanada
- Central Station Rotterdam, Team CS, Niederlande
- Jubilee Gardens, London, UK
- Public Space Luxury Village, Moskau, Russland
- Park Global Egyptian Museum, Kairo, Ägypten
- Buona Vista Park, Singapur
- Schouwburgplein; public space design, Rotterdam, Niederlande
- Parc Jean-Baptist Lebas, Lille, Frankreich
- Harbour Development Copenhagen, Dänemark
- Stratford City; urban design, London, UK
- Channel Island; masterplan, public space and bridge, Brügge, Belgien
- Station Area Hasselt; masterplan, Hasselt, Belgien
- Les Halles; masterplan and landscape design, Paris, Frankreich
- Zürich Seeufer; masterplan, Zürich, Schweiz